# 113-я танковая бригада
113-я  танковая бригада  — танковая бригада Красной армии в годы Великой Отечественной войны.
Сокращённое наименование — 113 тбр.

## Формирование и организация
Бригада формировалась с 12 марта по 3 мая 1942 года в городе Ярославль при клубе фабрики Красный перевал как 113-я отдельная танковая бригада на базе 143-го и 162-го отдельных танковых батальонов вернувшихся с фронта для переформирования и маршевого 113-го мотострелково-пулемётного батальона прибывшего из Гороховецких лагерей.
3 мая 1942 года бригада была передислоцирована в лагеря на станции Костерёво Московского военного округа, 30 мая бригада завершила своё формирование и была отправлена 3 эшелонами на станцию Тула где вошла в состав 3-й танковой армии.
30 мая 1942 г. в Костерёво бригада закончила формирование полностью. Командир бригады — полковник Свиридов Андрей Георгиевич, военный комиссар бригады — полковой комиссар Володин Сергей Яковлевич. 2 июня бригада была полностью готова.
3 июня 1942 г. бригада передислоцировалась из Костерёво в район Тулы, где вошла в состав 15-го танкового корпуса 3-й танковой армии. 20 августа 1942 г. бригада в составе корпуса вошла в состав Западного фронта (Козельская операция).
15 сентября 1942 г. бригада в составе 15-го танкового корпуса выведена в резерв Ставки ВГК в район Калуги, Павловск. 27 декабря 1942 г. бригада в составе корпуса вошла в состав войск Воронежского фронта (Харьковская, Россошанско-Валуйская операция).
17 марта 1943 г. бригада в составе 15-го танкового корпуса выведена в резерв Ставки ВГК район Плавска доукомплектование.
13 июля 1943 г. бригада в составе 15-го танкового корпуса подчинена Брянскому фронту (Орловская операция)
Приказом НКО СССР № 0404 от 26 июля 1943 года 15-й танковый корпус был преобразован в 7-й гвардейский танковый корпус, входившей в него 113-й танковой бригаде также было присвоено почётное звание «Гвардейская». Новый войсковой № 55-я гвардейская танковая бригада был присвоен директивой Генерального штаба КА № Орг/3/138087 от 15 августа 1943 года.

## Боевой и численный состав
Бригада сформирована по штатам №№ 010/345-010/352 от 15.02.1942 г.:
- Управление бригады [штат № 010/345]
- 317-й отд. танковый батальон [штат № 010/346]
- 318-й отд. танковый батальон [штат № 010/346]
- 113-й мотострелково-пулеметный батальон [штат № 010/347]
- Противотанковая батарея [штат № 010/348]
- Зенитная батарея [штат № 010/349]
- Рота управления [штат № 010/350]
- Рота технического обеспечения [штат № 010/351]
- Медико-санитарный взвод [штат № 010/352]

## Подчинение
Периоды вхождения в состав Действующей армии:
- с 22.08.1942 по 18.19.1942 года.
- с 26.12.1942 по 31.03.1943 года.
- с 14.07.1943 по 26.07.1943 года.

| Дата            | Фронт (округ)            | Армия                          | Корпус               | Дивизия | Бригада | Примечания |
| --------------- | ------------------------ | ------------------------------ | -------------------- | ------- | ------- | ---------- |
| 01.03.1942 года | Московский военный округ |                                |                      |         |         |            |
| 01.04.1942 года | Московский военный округ |                                |                      |         |         |            |
| 01.05.1942 года | Московский военный округ |                                |                      |         |         |            |
| 01.06.1942 года | РВГК                     | 3-я танковая армия             | 15-й танковый корпус |         |         |            |
| 01.07.1942 года | РВГК                     | 3-я танковая армия             | 15-й танковый корпус |         |         |            |
| 01.08.1942 года | РВГК                     | 3-я танковая армия             | 15-й танковый корпус |         |         |            |
| 01.09.1942 года | Западный фронт           | 3-я танковая армия             | 15-й танковый корпус |         |         |            |
| 01.10.1942 года | РВГК                     | 3-я танковая армия             | 15-й танковый корпус |         |         |            |
| 01.11.1942 года | РВГК                     | 3-я танковая армия             | 15-й танковый корпус |         |         |            |
| 01.12.1942 года | РВГК                     | 3-я танковая армия             | 15-й танковый корпус |         |         |            |
| 01.01.1943 года | Воронежский фронт        | 3-я танковая армия             | 15-й танковый корпус |         |         |            |
| 01.02.1943 года | Воронежский фронт        | 3-я танковая армия             | 15-й танковый корпус |         |         |            |
| 01.03.1943 года | Юго-западный фронт       | 3-я танковая армия             | 15-й танковый корпус |         |         |            |
| 01.04.1943 года | РВГК                     |                                | 15-й танковый корпус |         |         |            |
| 01.05.1943 года | Московский военный округ |                                | 15-й танковый корпус |         |         |            |
| 01.06.1943 года | РВГК                     | 3-я гвардейская танковая армия | 15-й танковый корпус |         |         |            |
| 01.07.1943 года | РВГК                     | 3-я гвардейская танковая армия | 15-й танковый корпус |         |         |            |

## Командиры

### Командиры бригады
- Михайлушкин Пётр Макарович, подполковник, врио, 07.03.1942 - 15.05.1942, года.[4]
- Свиридов Андрей Георгиевич, полковник, 16.05.1942 - 18.05.1943 года.[5]
- Чигин Леонид Сергеевич, полковник (19.07.1943 погиб в бою) 18.05.1943 - 19.07.1943 года.[6]
- Белоусов Владимир Степанович Архивная копия от 10 августа 2021 на Wayback Machine, подполковник. 20.07.1943 - 26.07.1943 года.[7]

### Начальники штаба бригады
- Худошин Андрей Романович, майор, 00.05.1942 - 18.03.1943 года.[8]
- Эрзин Михаил Матвеевич, капитан, 18.03.1943 - 26.07.1943 года.[9]

### Начальник политотдела, заместитель командира по политической части
- Пухов Фёдор Григорьевич, батальонный комиссар, с 08.12.1942 майор. 05.03.1942 - 20.02.1943 года.
- Литвинов Фёдор Мефодьевич, капитан. 18.03.1942 - 16.06.1943 года.
- Дмитриев Александр Павлович, майор, с 13.07.1943 подполковник, 16.06.1943 - 26.07.1943 года.

## Отличившиеся воины
| Награда                                                                  | Ф. И.О                   | Звание                                | Должность | Дата награждения    | Примечания |
| ------------------------------------------------------------------------ | ------------------------ | ------------------------------------- | --------- | ------------------- | ---------- |
|                                                                          | Чигин, Леонид Сергеевич  | командир 113 танковой бригады.        | полковник | 04.04.1944 г.       |            |
| Орден Красного Знамени · Орден Красного Знамени · Орден Красного Знамени | Худошин Андрей Романович | начальник штаба 113 танковой бригады. | полковник | 1940,1944,1945 год. |            |